# 名古屋市農業文化園

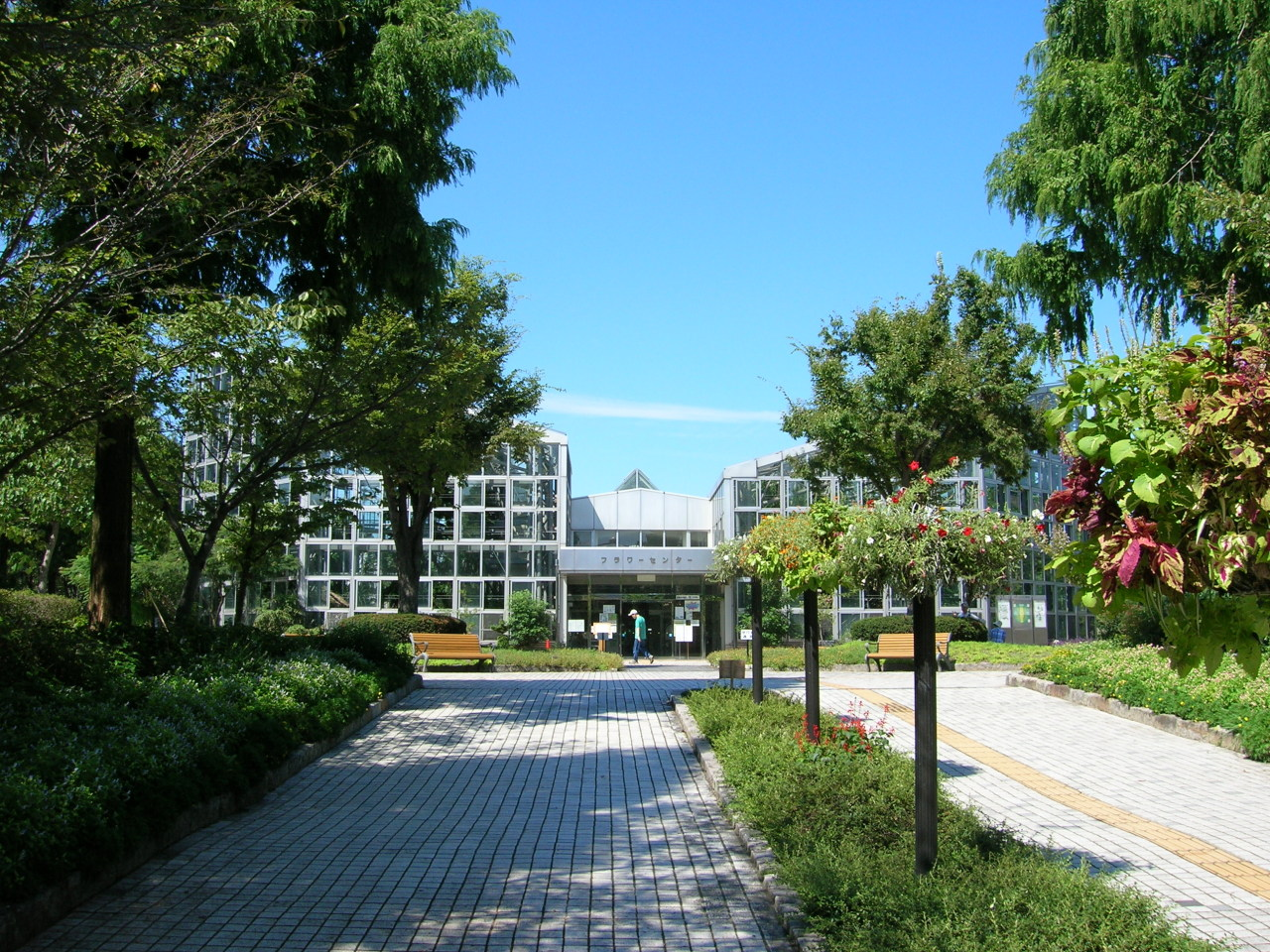
名古屋市農業文化園・フラワーセンター

名古屋市農業文化園（なごやし のうぎょうぶんかえん）は愛知県名古屋市港区にある名古屋市の施設。

## 概要
「農業の必要性と花を愛する心を育む市民憩いの施設」として、1989年（平成元年）に開園した。敷地は戸田川緑地南地区の一角に位置しており、噴水や水車小屋が置かれた「催し物広場」のほか、3つの主な施設がある。管理団体は緑地と同じだが、従来の都市計画上では緑地とは別施設となっており、2008年（平成20年）の都市計画見直しに伴い公園と一体化することが検討されている。

## 主な施設

### 農業科学館
昔の農業で使われていた農具を展示する農業技術史コーナー、世界の昆虫標本を展示する昆虫標本室などが設置された博物館施設。企画展示も行われる。

### フラワーセンター
中央のホールを囲むようにランや熱帯、亜熱帯植物を展示する4つの温室を備える。

### 花工場
1993年（平成5年）開設。複数の温室などがあり、セル苗生産システムによって市内の公園や街路に植えられる花の苗を生産している。一部のみ公開。

## 利用案内
- 開園時間：9時〜16時30分
- 休園日：毎週月曜（祝日と重なる場合はその翌日）、年末年始。
- 観覧料：無料

## 交通アクセス
- 戸田川緑地を参照されたし。